# Equips de la temporada 1992/93 de la Primera Divisió Espanyola
A la temporada 92/93 de la primera divisió espanyola hi van participar 20 equips. El campionat el va guanyar el FC Barcelona, per davant del Reial Madrid, Deportivo de La Corunya i València CF. Per contra, RCD Espanyol, Cadis CF i Real Burgos van perdre la categoria.
Els jugadors que hi van participar en cada equip van ser els següents, ordenats per nombre de partits disputats.

## FC Barcelona
| - Zubizarreta 38 - Laudrup 37 - 15 gols - Begiristain 37 - 15 gols - Bakero 37 - 9 gols - Nadal 36 - 4 gols - Stòitxkov 34 - 20 gols - Amor 33 - 5 gols - Koeman 33 - 11 gols - Eusebio 32 - 1 gol - Ferrer 31 - Goikoetxea 29 - 3 gols - Guardiola 28 | - Juan Carlos 24 - Julio Salinas 18 - 5 gols - Witschge 17 - 2 gols - Alexanko 7 - Pablo Alfaro 7 - 1 gol - Soler 5 - Òscar 3 - Maqueda 2 - Vucevic 2 - Carreras 1 - Busquets 0 |

Entrenador: Johann Cruyff 38

## Reial Madrid
| - Míchel 37 - 9 gols - Sanchís 37 - 1 gol - Lasa 34 - Zamorano 34 - 26 gols - Butragueño 34 - 9 gols - Luis Enrique 34 - 2 gols - Hierro 33 - 13 gols - Nando 32 - Rocha 31 - Prosinecki 29 - 3 gols - Alfonso 27 - 3 gols - Buyo 26 | - Milla 21 - 3 gols - Martín Vázquez 19 - 4 gols - Jaro 12 - Chendo 12 - Villarroya 9 - Esnáider 8 - 1 gol - Llorente 8 - Ramis 7 - Toril 2 - Juanmi 0 - Maqueda 0 - Urzaiz 0 |

Entrenador: Benito Floro Sanz 38

## Deportivo de La Corunya
| - Đukić 38 - 1 gol - Fran 38 - 7 gols - Mauro Silva 37 - Bebeto 37 - 29 gols - Liaño 37 - López Rekarte 36 - 1 gol - Nando 35 - 2 gols - Ribera 35 - 2 gols - Claudio 34 - 13 gols - Albístegi 33 - 1 gol - Aldana 30 - 7 gols - Mariano 20 | - José Ramón 18 - Antonio Doncel 10 - Mujika 10 - Marcos Vales 8 - 1 gol - Joaquin Villa 6 - Kiriakov 3 - Sabin Bilbao 3 - Juanito 1 - Serna 1 - Josu 1 - Canales 0 - Kirov 0 |

Entrenador: Arsenio Iglesias Pardo 38

## València CF
| - Voro 38 - Fernando 38 - 11 gols - Eloy 36 - 15 gols - Sempere 35 - Camarasa 35 - 1 gol - Leonardo 34 - 3 gols - Pènev 34 - 20 gols - Álvaro 32 - 3 gols - Arroyo 31 - 4 gols - Robert 29 - 6 gols | - Tomás 29 - 3 gols - Giner 24 - Ibáñez 24 - 1 gol - Quique 22 - Belodedici 20 - Juan Sánchez 17 - 3 gols - González 3 - Mendieta 2 - Fran 1 - Toni 1 |

Entrenador: Guus Hiddink 38

## CD Tenerife
| - Felipe 37 - 4 gols - Quique Estebaranz 36 - 9 gols - Ezequiel Castillo 36 - 4 gols - Chano 34 - 4 gols - Pizzi 34 - 15 gols - Toño 31 - Antonio Mata 30 - 1 gol - Del Solar 30 - 1 gol - Dertycia 29 - 9 gols - César Gómez 28 - 2 gols - Agustín 27 | - Paqui 24 - Berges 22 - Redondo 20 - 4 gols - Pier 18 - 6 gols - Toni 13 - Latorre 12 - Llorente 9 - Torrecilla 7 - Manolo 7 - Otxotorena 4 - Alexis 4 |

Entrenador: Jorge Alberto Valdano Castellano 38

## Atlètic de Madrid
| - Toni 33 - Donato 31 - 4 gols - Luis García 29 - 16 gols - Solozábal 28 - 1 gol - Manolo 27 - 5 gols - Abel 27 - Vizcaíno 27 - 1 gol - Tomás 26 - López 25 - Juanito 25 - 4 gols - Moya 23 - 6 gols - Schuster 22 - 1 gol - Alfredo 21 - Aguilera 20 | - Alfaro 19 - 2 gols - Ferreira 18 - Futre 16 - 6 gols - Sabas 15 - 3 gols - Diego 12 - Lukic 9 - 2 gols - Pedro 9 - Orejuela 8 - Villarreal 5 - Acosta 4 - Alejandro 2 - Rajado 1 - Pizo Gómez 0 |

Entrenador: Luis Aragonés 20, Iselín Santos Ovejero 2, José Omar Pastoriza 5, Ramón Armando Heredia Ruarte 11

## Sevilla FC
| - Unzué 38 - Martagón 36 - 1 gol - Bango 34 - 5 gols - Rafa Paz 33 - 3 gols - Simeone 33 - 4 gols - Suker 33 - 13 gols - Marcos 32 - 2 gols - Conte 31 - 6 gols - Prieto 30 - Monchu 29 - 5 gols - Diego 28 | - Maradona 26 - 5 gols - Pineda 26 - Jiménez 25 - Del Campo 24 - Cortijo 10 - Andrades 8 - 1 gol - Carvajal 6 - 1 gol - Losada 3 - Miguelo 3 - Monchi 0 |

Entrenador: Carlos Salvador Bilardo 38

## Athletic de Bilbao
| - Valencia 38 - Andrinúa 38 - 1 gol - Julen Guerrero 37 - 10 gols - Ziganda 36 - 17 gols - Valverde 35 - 11 gols - Larrazábal 33 - 1 gol - Lakabeg 33 - Urrutia 30 - 1 gol - Mendiguren 29 - 2 gols - Alkorta 29 - Garitano 27 - 3 gols - Carlos García 26 - 3 gols - Luke 22 - 1 gol | - Estíbariz 16 - 1 gol - Rípodas 14 - Tabuenka 10 - Galdames 9 - Lambea 8 - De la Fuente 6 - Asier 5 - Eskurza 5 - 1 gol - Billabona 4 - Kike 0 - Txutxi 0 - Goio 0 |

Entrenador: Juup Heynckes 38

## Reial Saragossa
| - Aguado 35 - 2 gols - Cedrún 34 - Poyet 33 - 6 gols - Pardeza 33 - 4 gols - Esteban 32 - Gay 32 - 5 gols - Solana 31 - 1 gol - García Sanjuán 30 - 2 gols - Darío Franco 29 - 1 gol - Higuera 27 - 6 gols - Julià 25 - Brehme 24 - 1 gol - Lizarralde 20 - 1 gol | - Belsué 18 - Moisés 16 - 4 gols - Sergi 16 - Seba 15 - 2 gols - Peña 12 - Santi Aragón 10 - 2 gols - Mateut 6 - Nayim 4 - Sánchez Broto 4 - Cuartero 1 - Roberto Martínez 1 - Víctor Segura 1 - Bermell 0 |

Entrenador: Víctor Fernández Braulio 38

## CA Osasuna
| - Roberto 37 - Pepín 37 - 1 gol - Spasic 36 - 2 gols - I. Larrainzar 36 - 3 gols - Merino 35 - 6 gols - Kosecki 34 - 8 gols - Pascual 33 - 2 gols - Urban 32 - 7 gols - Martín González 30 - 1 gol - Aguilà 28 - 7 gols - Txomin Larrainzar 27 | - Arozarena 24 - Bustingorri 24 - José Mari 20 - 2 gols - Martín Domínguez 18 - 1 gol - Sànchez Jara 14 - 1 gol - Cholo 10 - 1 gol - Stevanovic 5 - Angelov 4 - 1 gol - Castillejo 1 - Iru 2 |

Entrenador: Pedro María Zabalza Inda 38

## Celta de Vigo
| - Otero 36 - 1 gol - Engonga 36 - Vicente 36 - 2 gols - Gil 36 - 1 gol - Cañizares 36 - Agirretxu 33 - Patxi Salinas 32 - Juric 32 - Salva 32 - 1 gol - Gudelj 28 - 7 gols - Ratkovic 27 - 4 gols - Salillas 24 - 3 gols | - Alejo 20 - Vilanova 19 - Atilano 17 - Bursac 14 - 2 gols - Dadie 10 - 1 gol - Mosquera 9 - 1 gol - Urzaiz 6 - 1 gol - Carlos Pérez 4 - Mandiá 2 - Villanueva 2 - Sanromán 1 - Emilio 0 |

Entrenador: José Francisco Rojo Arroitia 38

## Sporting de Gijón
| - Abelardo 37 - 3 gols - Manjarín 36 - 6 gols - Iván Iglesias 35 - 4 gols - Pablo 33 - Alcázar 32 - Muñiz 32 - 1 gol - Juanele 32 - 7 gols - Emilio 31 - 3 gols - Ablanedo II 29 - Cela 26 - 2 gols - Arturo 25 - Iordanov 23 - 3 gols - Óscar 19 | - Scotto 19 - 3 gols - Luis Sierra 16 - Tomás 13 - Ablanedo I 11 - 1 gol - Christiansen 10 - 4 gols - Rodri 9 - Raúl 7 - Avelino 6 - Tati 3 - Dani Díaz 1 - Guti 1 - Nilsson 1 |

Entrenador: Bert Jacobs 29, Carlos Manuel García Cuervo 9

## Reial Societat
| - Uria 36 - 4 gols - Fuentes 36 - 2 gols - Kodro 36 - 12 gols - Yubero 34 - Carlos Xavier 34 - 3 gols - Larrañaga 34 - Oceano 33 - 9 gols - Alkiza 31 - 4 gols - Imanol 30 - 3 gols - Pikabea 28 - 1 gol - Imaz 27 - 3 gols - Luis Pérez 27 - 2 gols | - Álaba 25 - 1 gol - Lumbreras 24 - 1 gol - Guruzeta 23 - Gorriz 19 - Agirre 5 - Alberto 4 - Loinaz 4 - 1 gol - Aranzábal 1 - Estéfano 1 - Idiákez 1 - Zabala 1 - Carlos Martínez 0 |

Entrenador: John Benjamin Toshack 38

## Rayo Vallecano
| - Paco 38 - Pablo 36 - 1 gol - Visnjic 36 - 2 gols - Josete 36 - 3 gols - Pedro Riesco 35 - 6 gols - Miguel 33 - 2 gols - Polster 31 - 14 gols - Calderón 31 - 5 gols - Pizo Gómez 30 - Wilfred 28 - Cota 25 - Javi 20 - 2 gols | - Rodri 20 - Argenta 17 - 2 gols - García Cortés 14 - 1 gol - Toni 13 - Lema 11 - Aiarza 9 - Marcelo Rocha 9 - 1 gol - Momparlet 8 - 1 gol - Pruden 7 - Josemi 2 - Melgar 0 |

Entrenador: José Antonio Camacho Alfaro 38

## CD Logronyés
| - Abadia 38 - 5 gols - Iturrino 38 - 4 gols - Lopetegi 37 - Martín 34 - Eraña 32 - 3 gols - Poyatos 28 - 4 gols - Cleber 26 - 2 gols - Moreno 26 - Antón 24 - Herrero 23 - Uribarrena 23 - 1 gol - Dulce 22 - Amarildo 22 - 1 gol | - García Pitarch 21 - 1 gol - Nelson Gutiérrez 20 - Linde 18 - 3 gols - Salenko 16 - 7 gols - Villanova 15 - Juanma 14 - Marcelo Vega 3 - Rosagro 3 - Vergara 2 - Romero 2 - Matute 2 - Óscar Herreros 1 - Torres Mestre 1 |

Entrenador: David Vidal Tomé 12, Miguel Ángel Lotina Oruechebarría 1, Carlos Daniel Aimar 25

## Real Oviedo
| - Viti 38 - Jerkan 38 - Gorriaran 37 - Jankovic 37 - 13 gols - Cristóbal 36 - 1 gol - Carlos 35 - 15 gols - Rivas 30 - 3 gols - Berto 30 - 1 gol - Pirri Mori 30 - 1 gol - Vinyals 30 - 2 gols - Luis Manuel 29 - Armando 26 - 1 gol | - Gracan 25 - Lacatus 25 - 3 gols - Elcacho 21 - Paco 14 - 1 gol - Pedro Alberto 4 - Fermín 3 - Sarriugarte 2 - David 1 - Gaspar 1 - Oli 1 - Rafa 0 |

Entrenador: Javier Iruretagoyena Amiano 19, Radomir Antić 18, Julio Marigil Marín 1

## Albacete Balompié
| - Pinilla 36 - 8 gols - Zalazar 36 - 12 gols - Menéndez 36 - 1 gol - Geli 35 - 4 gols - Chesa 32 - 4 gols - Antonio 31 - 8 gols - Santi Denia 31 - Coco 30 - Balaguer 25 - Rommel Fernández 18 - 7 gols - Parri 18 - Julio Soler 20 - 2 gols - Manolo 19 | - Catali 16 - 1 gol - Sotero 15 - Dos Santos 14 - 4 gols - Unanua 13 - Armando 13 - Zago 12 - 1 gol - Bossio 10 - Oliete 9 - Cordero 8 - 2 gols - Bjelica 7 - Corbalán 3 - Marcos 0 |

Entrenador: Julián Rubio Sánchez 15, Víctor Espárrago Videla 23

## RCD Espanyol
| - Urbano 36 - 3 gols - Mino 35 - 1 gol - Mokh 34 - Emili Iserte 33 - Francisco 33 - 5 gols - Eloy 32 - Korneiev 32 - 7 gols - Kuznetsov 31 - Escaich 28 - 12 gols - Lluís 28 - 6 gols - Elgezábal 22 - Santi Cuesta 22 - Albesa 20 | - Fonseca 20 - 4 gols - Ayúcar 18 - 2 gols - Galiamin 14 - Lardín 14 - Ángel Luis 13 - Sergio Morgado 9 - Mendiondo 8 - Biurrun 5 - Cuxart 1 - Jaume 1 - Roberto 1 - Vicente 1 |

Entrenador: José Manuel Díaz Novoa 35, Juan José Díaz Galiana 3

## Cadis CF
| - Carmelo 37 - 1 gol - Barla 37 - 2 gols - Oliva 35 - 4 gols - Kiko 34 - 3 gols - Arteaga 33 - 5 gols - Fali 33 - 4 gols - Stimac 32 - Quevedo 30 - 3 gols - Javi 27 - 2 gols - Mateos 25 - Francis 23 - 1 gol - Tubo Fernández 23 | - Raúl 20 - Varvodic 15 - Quino 15 - 1 gol - Milanko 12 - 1 gol - Feliciano 11 - Bernardo 10 - Crespín 7 - Linares 7 - Macedo 7 - 2 gols - Aragón 3 - Poli 2 |

Entrenador: José Luis Romero Robledo 18, Ramón Blanco Rodríguez 20

## Real Burgos
| - Loren 33 - 4 gols - Elduayen 33 - Agirre 33 - 4 gols - Edu 32 - 3 gols - Bengoetxea 32 - Limperger 31 - 3 gols - Lito 31 - Alejandro 29 - 1 gol - Boerebach 28 - 3 gols - Herrera 24 - 1 gol - Tendillo 23 - 1 gol - Blanco 21 - 1 gol | - Olaizola 19 - Narciso 18 - Balint 17 - 6 gols - Fenoll 16 - 2 gols - Luis Fernando 15 - Bastida 11 - Vallina 11 - Del Val 10 - Villalba 6 - Bastón 5 - Javier Alonso 4 - Iñaki 0 |

Entrenador: Theo Vonk 14, Monchu 12, Manzanedo 2, Miguel Sánchez 10